# Бартелс, Лен
Леонардюс (Лен) Бартелс (нидерл. Leonardus "Leen" Bartels; 26 августа 1932, Амстердам — 24 сентября 2007), также известный как Лео Бартелс (нидерл. Leo Bartels)  — нидерландский футболист, игравший на позиции крайнего нападающего, выступал за команды «Аякс» и «Стормвогелс».

## Спортивная карьера
Футбольную карьеру начинал в небольшом амстердамском клубе «Мадью», а в 1945 году перешёл в клуб КСВ из Кастрикюма. В декабре 1948 года подал запрос на переход в амстердамский «Аякс». В сезоне 1949/50 играл за первую юношескую команду «Аякса» на позиции левого крайнего нападающего. В апреле 1950 года вызывался в юношескую сборную Амстердама, также как и его одноклубники Аренд ван дер Вел, Тео де Грот и Реми Розендал.
За основной состав «Аякса» дебютировал 16 августа 1950 года в товарищеском матче против «Харлема». Первую игру в чемпионате Нидерландов провёл 24 сентября 1950 года дома против «Хенгело», заменив во втором тайме Хенка Сонневелта. В дебютном сезоне сыграл шесть матчей в чемпионате. В следующем сезоне 1951/52 стал игроком основы лишь во второй части чемпионата. Свой первый гол в чемпионате забил 23 декабря 1951 года в матче против клуба ВСВ, а в следующей игре отметился голом в ворота «Леувардена». За сезон сыграл 18 матчей в чемпионате и забил 4 гола.
В общей сложности за шесть лет Бартелс принял участие в 39 матчах первенства Нидерландов, забив в них 6 голов. В последний раз в составе «красно-белых» выходил на поле 15 апреля 1956 года в матче с клубом ВВВ.
В августе 1956 года перешёл в клуб «Стормвогелс» из Эймёйдена. 2 сентября дебютировал в новой команде в матче первого дивизиона против «Ситтардии». 16 сентября сыграл против «Аякса» в матче второго раунда Кубка Нидерландов, завершившемся поражением его команды. Всего за «Стормвогелс» сыграл 9 матчей в чемпионате. Летом 1957 года был выставлен на трансфер.
В декабре 1958 года подал запрос на переход в «Витесс». В апреле 1959 года был заявлен за вторую команду «Витесса».

## Личная жизнь
Отец — Геррит Бартелс, мать — Майке ван дер Вейден. Родители были родом из Амстердама, они поженились в 1930 году — на момент женитьбы отец работал коммивояжёром. В 1938 году семья переехала в Кастрикюм, а в январе 1943 года они временно вернулись в Амстердам и поселились в восточной части города на Пифагорастрат 39.
Женился в возрасте двадцати шести лет — его супругой стала 23-летняя Антье Хюберта Элферт. Их брак был зарегистрирован 20 февраля 1959 года.
С 1964 года работал в пивоваренной компании Amstel, в 1997 году вышел на пенсию.
Умер 24 сентября 2007 года в возрасте 75 лет.

## Статистика по сезонам
| Клуб             | Сезон            | Лига | Лига | Кубок Нидерландов | Кубок Нидерландов | Итого | Итого |
| Клуб             | Сезон            | Игры | Голы | Игры              | Голы              | Игры  | Голы  |
| ---------------- | ---------------- | ---- | ---- | ----------------- | ----------------- | ----- | ----- |
| Аякс             | 1950/51          | 6    | 0    |                   |                   | 6     | 0     |
| Аякс             | 1951/52          | 18   | 4    |                   |                   | 18    | 4     |
| Аякс             | 1952/53          | 6    | 1    |                   |                   | 6     | 1     |
| Аякс             | 1953/54          | 5    | 1    |                   |                   | 5     | 1     |
| Аякс             | 1954/55          | 3    | 0    |                   |                   | 3     | 0     |
| Аякс             | 1955/56          | 1    | 0    |                   |                   | 1     | 0     |
| Аякс             | Итого            | 39   | 6    |                   |                   | 39    | 6     |
| Стормвогелс      | 1956/57          | 9    | 0    | 1                 | 0                 | 10    | 0     |
| Стормвогелс      | Итого            | 9    | 0    | 1                 | 0                 | 10    | 0     |
| Всего за карьеру | Всего за карьеру | 48   | 6    | 1                 | 0                 | 49    | 6     |